# NRP Antares
A Antares foi uma lancha de fiscalização pequena (LFP) da Classe Antares da Marinha Portuguesa. Foi construída nos estaleiros James Taylor, com 15,7m de comprimento e casco em fibra de vidro, a partir de cascos Halmatic, destinada a embarcação de recreio. Foi adquirida em 1959, em Inglaterra, e armada com um canhão de 20mm, juntamente com a LFP Sirius (auto-afundada em Goa) e a LFP Vega (af. Dezembro de 1961, em Diu pela Aviação Indiana), e enviada directamente para Índia, para substituir as velhas lanchas de madeira.
Com o início da Guerra do Ultramar, foi enviada para Moçambique, onde serviu até 1975, data do seu abate.